# Нілгірі (гора, Непал)
Нілгірі (також Нілгірі Гімал) — гора в Гімалаях, знаходиться на території Непалу. Гора має три вершини: Нілгірі Північна (7061 м), Нілгірі Центральна (6940 м) і Нілгірі Південна (6839 м). Нілгірі входить до складу гірського масиву Аннапурна і є його північно-західним краєм.
Уздовж західних схилів Нілгірі протікає річка Калі-Гандакі. Зі східного боку Нілгірі з'єднана гірським ланцюгом з піком Тілічо і, далі, з основною частиною гірського масиву Аннапурна.

## Історія сходжень
Перше сходження на Нілгірі Північну здійснено в жовтні 1962 р. учасниками Нідерландської Гімалайської експедиції. Керував сходженням французький альпініст Ліонель Терре, знаменитий першосходженням на Макалу в 1955 р., а також участю в експедиції Моріса Ерцога, що підкорила Аннапурну I в 1950 р. На вершину Нілгірі Північна піднялися: Ліонель Терре, брати Хольгер, Пітер і Пауль ван Локерен Кампань і шерпа Сірдар Вонгдхі.
У 1978 р. японська команда здійснила перше сходження на Нілгірі Південну. Нілгірі Центральна також була підкорена японськими альпіністами в 1979 р..

## В поп-культурі
Meizu включила зображення Нілгірі, українського фотографа Антона Янкового, до набору шпалер мобільної операційної системи Flyme OS, яка вийшла 23 вересня 2015 року .

## Ресурси Інтернету
- Вікісховище має мультимедійні дані за темою: Нілгірі (гора, Непал)
- Peakware.com
- Nilgiri on summitpost.org
- Nilgiri South at night
- Nilgiri South daytime